# Kate Brown
Pour les articles homonymes, voir Kate Brown (chercheuse) et Brown.
Katherine Brown, dite Kate Brown, née le 21 juin 1960 à Torrejón de Ardoz (Espagne), est une femme politique américaine. Membre du Parti démocrate, elle est gouverneure de l'Oregon de 2015 à 2023.

## Biographie
Kate Brown naît près de Madrid, en Espagne, sur une base militaire américaine où son père, qui sert dans la United States Air Force (USAF), est alors stationné.

### Premiers mandats électoraux
Membre de la Chambre des représentants de l'Oregon de 1991 à 1997 pour le 13e district, elle est ensuite membre du Sénat de l'État jusqu'en 2008 pour le 21e district. Le 20 mai 2008, Brown gagne la nomination démocrate pour le poste de secrétaire d'État (51,74 % des voix) ; le 5 novembre suivant, elle gagne l'élection par 51 % des suffrages face aux 46 % du républicain Rick Dancer. Réélue le 6 novembre 2012 après avoir gagné la primaire démocrate par 91,13 % des voix, elle bat le républicain Knute Buehler par 51,28 % des voix (43,2 % à ce dernier).

### Gouverneure de l'Oregon
Deuxième personnage de l'État, elle est appelée à succéder au gouverneur John Kitzhaber, démissionnaire à la suite d'un scandale d’attribution de marché public impliquant sa fiancée. Elle prête serment le 18 février 2015 et devient le 38e gouverneur de l'Oregon, la seconde femme après Barbara Roberts. Premier gouverneur américain ouvertement bisexuel, son élection représente une première en matière de visibilité LGBT aux États-Unis.

Résultats par comtés de l'élection du gouverneur de l'Oregon en 2016.

Elle est candidate à l'élection spéciale qui se tient le 8 novembre 2016, en même temps que l'élection présidentielle, après avoir été nommée candidate du Parti démocrate par 83,06 % des voix. Elle est opposée au républicain Bud Pierce. Elle l'emporte en obtenant 51 % des voix contre 44 % à Pierce, bien qu'étant minoritaire en nombre de comtés remportés. Elle est réélue le 6 novembre 2018 pour un mandat de quatre ans en obtenant 50,05 % face au républicain Knute Buehler qui totalise 43,65 %.
En 2020, sa gestion au niveau de l'État des manifestations et émeutes consécutives à la mort de George Floyd à Portland est fortement critiquée, sa cote de popularité étant déjà basse.